# Салинас, Шей
Ро́берт О’Ше́й «Шей» Сали́нас (англ. Robert O'Shea "Shea" Salinas; 24 июня 1986, Лаббок, Техас, США) — американский футболист, левый вингер.

## Карьера
Во время обучения в Фёрмановском университете в 2004—2007 годах Салинас играл за университетскую футбольную команду в Национальной ассоциации студенческого спорта.
В студенческие годы также выступал в Премьер-лиге развития ЮСЛ: в 2005 и 2006 годах — за клуб «Ди Эф Дабл-ю Торнадос», в 2007 году — за клуб «Каролина Динамо».
18 января 2008 года на Супердрафте MLS 2008 Салинас был выбран во втором раунде под общим 15-м номером вновь образованным клубом «Сан-Хосе Эртквейкс». Клуб подписал контракт с ним 14 марта 2008 года. Его профессиональный дебют состоялся 3 апреля 2008 года в матче первого тура сезона 2008 против «Лос-Анджелес Гэлакси». Летом того же года он находился в краткосрочной аренде в клубе Первого дивизиона ЮСЛ «Чарлстон Бэттери», сыграв в одном матче: против «Портленд Тимберс» 9 августа 2008 года. 18 октября 2008 года в матче против «Канзас-Сити Уизардс» забил свой первый гол в профессиональной карьере.
Клуб «Филадельфия Юнион» выбрал Салинаса на Драфте расширения MLS 2009, состоявшемся 25 ноября 2009 года. За пенсильванский клуб он дебютировал 10 апреля 2010 года в матче против «Ди Си Юнайтед». Той же весной отправился в краткосрочную аренду в клуб Второго дивизиона ЮСЛ «Харрисберг Сити Айлендерс»: 17 апреля 2010 года сыграл в матче первого тура сезона 2010 против «Ричмонд Кикерс». 29 мая 2010 года в матче против «Хьюстон Динамо» забил свой первый гол за «Филадельфию Юнион». В июле 2010 года у него произошёл стрессовый перелом левой малоберцовой кости, из-за которого он пропустил два месяца.
24 ноября 2010 года на Драфте расширения MLS 2010 Салинас был выбран клубом «Ванкувер Уайткэпс». Дебютировал за «Уайткэпс» 27 апреля 2011 года в матче первенства Канады против «Монреаль Импакт». 27 августа 2011 года в матче против «Хьюстон Динамо» забил свой первый гол за «Уайткэпс».
30 ноября 2011 года «Сан-Хосе Эртквейкс» вернул Салинаса, приобретя его за распределительные средства. 14 апреля 2012 года в матче против «Нью-Йорк Ред Буллз» игрок соперников Рафаэль Маркес грубо сфолил на Салинасе, сломав ему левую ключицу, что выбило его из строя почти на два месяца. 17 сентября 2013 года в матче группового этапа Лиги чемпионов КОНКАКАФ 2013/14 против «Монреаль Импакт» он забил гол. 21 июня 2016 года Салинас подписал новый многолетний контракт с «Сан-Хосе Эртквейкс». 3 декабря 2020 года Салинас подписал с «Сан-Хосе Эртквейкс» новый однолетний контракт с опцией продления. 28 сентября 2022 года Шей Салинас объявил о завершении футбольной карьеры по окончании сезона 2022.

## Статистика
| Выступление                        | Выступление      | Выступление      | Лига | Лига | Плей-офф | Плей-офф | Кубок | Кубок | ЛЧ КОНКАКАФ | ЛЧ КОНКАКАФ | Итого | Итого |
| Клуб                               | Лига             | Сезон            | Игры | Голы | Игры     | Голы     | Игры  | Голы  | Игры        | Голы        | Игры  | Голы  |
| ---------------------------------- | ---------------- | ---------------- | ---- | ---- | -------- | -------- | ----- | ----- | ----------- | ----------- | ----- | ----- |
| Сан-Хосе Эртквейкс                 | MLS              | 2008             | 23   | 2    | —        | —        | 1     | 0     | —           | —           | 24    | 2     |
| Сан-Хосе Эртквейкс                 | MLS              | 2009             | 23   | 0    | —        | —        | 1     | 0     | —           | —           | 24    | 0     |
| Сан-Хосе Эртквейкс                 | Итого            | Итого            | 46   | 2    | —        | —        | 2     | 0     | —           | —           | 48    | 2     |
| Чарлстон Бэттери (аренда)          | USL-1            | 2008             | 1    | 0    | —        | —        | —     | —     | —           | —           | 1     | 0     |
| Чарлстон Бэттери (аренда)          | Итого            | Итого            | 1    | 0    | —        | —        | —     | —     | —           | —           | 1     | 0     |
| Филадельфия Юнион                  | MLS              | 2010             | 17   | 1    | —        | —        | 1     | 0     | —           | —           | 18    | 1     |
| Филадельфия Юнион                  | Итого            | Итого            | 17   | 1    | —        | —        | 1     | 0     | —           | —           | 18    | 1     |
| Харрисберг Сити Айлендерс (аренда) | USL-2            | 2010             | 1    | 0    | —        | —        | —     | —     | —           | —           | 1     | 0     |
| Харрисберг Сити Айлендерс (аренда) | Итого            | Итого            | 1    | 0    | —        | —        | —     | —     | —           | —           | 1     | 0     |
| Ванкувер Уайткэпс                  | MLS              | 2011             | 26   | 1    | —        | —        | 4     | 0     | —           | —           | 30    | 1     |
| Ванкувер Уайткэпс                  | Итого            | Итого            | 26   | 1    | —        | —        | 4     | 0     | —           | —           | 30    | 1     |
| Сан-Хосе Эртквейкс                 | MLS              | 2012             | 19   | 1    | 2        | 0        | 1     | 0     | —           | —           | 22    | 1     |
| Сан-Хосе Эртквейкс                 | MLS              | 2013             | 28   | 2    | —        | —        | 1     | 0     | 2           | 1           | 31    | 3     |
| Сан-Хосе Эртквейкс                 | MLS              | 2014             | 31   | 1    | —        | —        | 0     | 0     | 2           | 0           | 33    | 1     |
| Сан-Хосе Эртквейкс                 | MLS              | 2015             | 34   | 3    | —        | —        | 0     | 0     | —           | —           | 34    | 3     |
| Сан-Хосе Эртквейкс                 | MLS              | 2016             | 33   | 1    | —        | —        | 1     | 0     | —           | —           | 34    | 1     |
| Сан-Хосе Эртквейкс                 | MLS              | 2017             | 25   | 1    | 1        | 0        | 4     | 1     | —           | —           | 30    | 2     |
| Сан-Хосе Эртквейкс                 | MLS              | 2018             | 25   | 0    | —        | —        | 0     | 0     | —           | —           | 25    | 0     |
| Сан-Хосе Эртквейкс                 | MLS              | 2019             | 28   | 6    | —        | —        | 0     | 0     | —           | —           | 28    | 6     |
| Сан-Хосе Эртквейкс                 | MLS              | 2020             | 23   | 2    | 3        | 1        | —     | —     | —           | —           | 26    | 3     |
| Сан-Хосе Эртквейкс                 | MLS              | 2021             | 27   | 0    | —        | —        | —     | —     | —           | —           | 27    | 0     |
| Сан-Хосе Эртквейкс                 | MLS              | 2022             | 13   | 1    | —        | —        | 2     | 0     | —           | —           | 15    | 1     |
| Сан-Хосе Эртквейкс                 | Итого            | Итого            | 286  | 18   | 6        | 1        | 9     | 1     | 4           | 1           | 305   | 21    |
| Сан-Хосе Эртквейкс II (фарм-клуб)  | MLS Next Pro     | 2022             | 2    | 0    | —        | —        | —     | —     | —           | —           | 2     | 0     |
| Сан-Хосе Эртквейкс II (фарм-клуб)  | Итого            | Итого            | 2    | 0    | —        | —        | —     | —     | —           | —           | 2     | 0     |
| Всего за карьеру                   | Всего за карьеру | Всего за карьеру | 379  | 22   | 6        | 1        | 16    | 1     | 4           | 1           | 405   | 25    |

Источник: Soccerway.

## Достижения
Командные
 «Сан-Хосе Эртквейкс»
- Победитель регулярного чемпионата MLS: 2012